# 公孙滑
公孙滑（？—？），姬姓，名滑，共叔段之子，郑武公之孙。
前722年，共叔段发动叛乱，失敗，公孙滑逃到卫国，卫国人替他进攻郑国，攻取了廪延。郑国连续两年进攻卫国，讨伐公孙滑的叛乱。